# Шавли
Шавли (пол. Szawły) — село в Польщі, у гміні Ольшанка Лосицького повіту Мазовецького воєводства. Населення — 137 осіб (2011).

## Історія
За даними етнографічної експедиції 1869—1870 років під керівництвом Павла Чубинського, у селі переважно проживали римо-католики, меншою мірою — греко-католики, які здебільшого розмовляли українською мовою.
У 1975—1998 роках село належало до Білопідляського воєводства.

## Демографія
Демографічна структура станом на 31 березня 2011 року:
|          | Загалом | Допрацездатний вік | Працездатний вік | Постпрацездатний вік |
| -------- | ------- | ------------------ | ---------------- | -------------------- |
| Чоловіки | 66      | 9                  | 50               | 7                    |
| Жінки    | 71      | 13                 | 44               | 14                   |
| Разом    | 137     | 22                 | 94               | 21                   |